# Bismarckfelsen (Namibia)
Der Bismarckfelsen ist ein markantes Bergmassiv zwischen Windhoek und Rehoboth in Namibia.
Der Bismarckfelsen erreicht eine Höhe von 2417 m und ist sowohl einer der höchsten Berge in Namibia als auch ein markantes Landschaftsmerkmal an der Nationalstraße B1.
Der Berg wird bis heute mit seinem deutschen Namen bezeichnet, den er erhielt, als Namibia noch als Deutsch-Südwestafrika eine der deutschen Kolonien in Afrika war. Sein Name verweist, wie viele Aussichtspunkte in Deutschland (vgl. Bismarcktürme), auf den ehemaligen Reichskanzler Otto von Bismarck.